# R-29RMU 시네바
R-29RMU 시네바는 러시아의 3단 액체연료 SLBM이다. NATO에서는 SS-N-23 스키프라고 부른다. 델타급 잠수함에 16발이 탑재된다. 10발의 MIRV 100kt 핵탄두가 장착된다. 2008년 10월 10일 테스트에서 R-29RMU는 11,547 km를 비행했다. 이것이 이 미사일의 최초의 최대사거리 테스트였다. 드미트리 메드베데프 러시아 대통령이 테스트를 참관했다. R-29RMU는 2007년 실전배치되었으며 수십년의 제품수명을 갖고 있다.
2010년 3월 4일 바렌츠해에서 또다른 테스트가 성공적으로 수행되었다. 가장 최근의 테스트는 2010년 8월 6일에 있었다. K-114 Tula 핵잠수함에서 두 발의 미사일이 발사되었다. 모두 성공이었다. 러시아 언론에 따르면 100발 정도를 생산할 것이라고 한다. 시네바 미사일은 인공위성으로 항로 조정이 가능해 미사일 방어 체제에 탐지되지 않고 목표물에 도달할 수 있다.
리아 노보스티의 군사전문가 Ilya Kramnik에 따르면, 시네바 미사일은 미국과 영국의 트라이던트 II (D5) SLBM과 동일한 스펙으로 만들어졌다고 한다.
R-29 초기형은 1974년에 실전배치되었다. 2007년 실전배치된 시네바는 그 최신형이다.

## 같이 보기
- R-29
- R-29RM 쉬틸
- R-29RMU2 라이네르 - R-29RMU 시네바 미사일의 개량형이다.
- RSM-56 불라바 - 러시아의 최신형. 보레이급 잠수함에 장착할 계획이다.
- UGM-133 트라이던트 II
- JL-2 - 중국판 트라이던트 II 미사일